# M68000

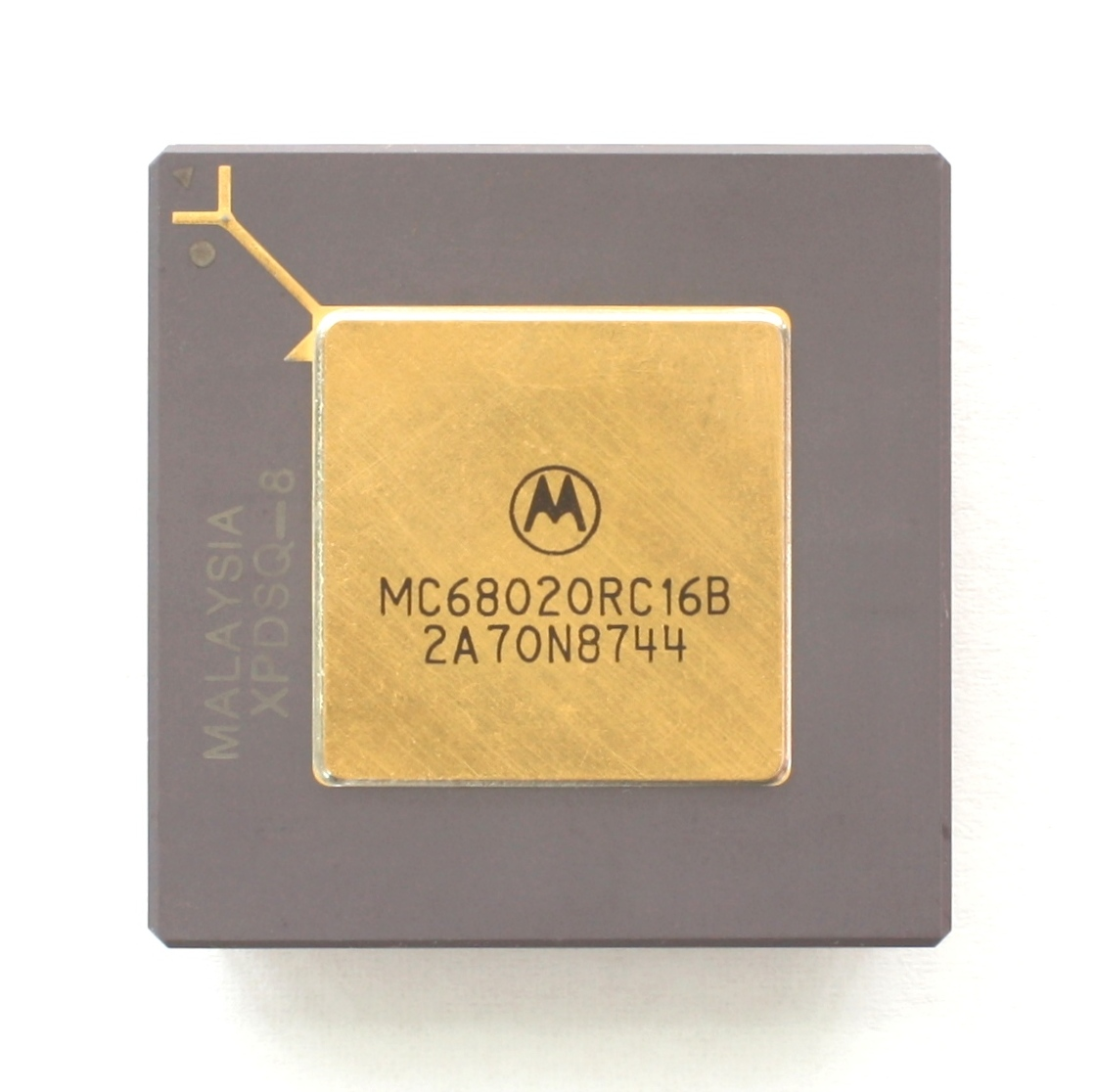
Procesor M68020

M68000 – rodzina mikroprocesorów CISC firmy Motorola, znana także pod nazwą 68k.
Najpopularniejsze mikroprocesory tej rodziny: 
- MC68000
- MC68008
- MC68010
- MC68012
- MC68020
- MC68030
- MC68040
- MC68060

Inne popularne układy z tej rodziny:
- MC68851 - MMU (Memory management unit)
- MC68881 - koprocesor
- MC68882 - koprocesor

Niektóre rodziny komputerów oparte na M68000:
- Amiga
- Apple Macintosh
- Atari ST i późniejsze
- Hewlett-Packard seria 300
- NeXT
- Sun Microsystems seria 2 i seria 3

W momencie pisania tej strony (wrzesień 2004) najpopularniejszymi, aktywnie rozwijanymi systemami operacyjnymi na tę linię procesorów są GNU/Linux oraz NetBSD. 
Popularne systemy operacyjne, które nie są już rozwijane na M68000:
- AmigaOS
- Apple MacOS
- Atari TOS
- HP-UX
- NeXTSTEP/OpenStep
- SunOS
- Cisco IOS